# Чик-Елга
Чик-Елга (баш. Сикйылға) — деревня в Арх-Латышском сельсовете Архангельского района Республики Башкортостан России.

В 2015 году было восстановлено освещение по ул. Заречная (длина улицы — более 900 метров). В 2016 году инициативная группа жителей при поддержке Администраций сельсовета и района победила в республиканском конкурсе программы поддержки местных инициатив (ПМИИ) с предложением провести ремонт внутриквартальных дорог деревни. Таким образом было отремонтировано более 2 км дорог

## Географическое положение
Расстояние до:
- столицы Республики Башкортостан (Уфа): 110 км,
- районного центра (Архангельское): 20 км,
- центра сельсовета (Максим Горький): 6 км,
- ближайшей железнодорожной станции (Приуралье): 27 км.

## Население
| 2002 | 2009 | 2010 |
| ---- | ---- | ---- |
| 71   | ↘65  | ↘63  |

Национальный состав
Согласно переписи 2002 года, преобладающие национальности — русские (66 %), башкиры (27 %).